# Александър Пиндиков
Александър Пиндиков е български културен деятел и политик, почетен жител на град Елена.

## Биография
Роден е в Елена и произхожда от стари еленски родове. По бащина линия родовият му корен е от книжовниците поп Дойно Граматик и сина му поп Андрей Робовски, а по линия на майка му – от Иларион Макариополски и Никола Михайловски. Родителите му са учители.
Средното си образование завършва в родния си град, а висшето (руска филология) в Софийския университет „Св. Климент Охридски“ през 1953 г.
До 1966 г. учителства в гр. Банкя. След това последователно работи в Съюза на българските писатели, Комитета за приятелство и културни връзки с чужбина, а от 1975 г. след закриването на този комитет – в Комитета за култура до пенсионирането си през 1991 г. В периода 1976 – 1978 г. е заместник-директор на Българския културен център във Варшава.
От юни 1978 г. е главен редактор на изданията на Националния научно-информационен център по културата. От началото на 1984 г. до март 1991 г. е директор и главен редактор на Издателския център „Култура“ на Министерството на културата. От февруари 1992 до юни 1997 г. е ръководител-съвместител на издателство „Пеликан-Алфа“ в София.
Женен, с 2 дъщери, 4 внучки и двама правнука. Хоби – църковно-славянското пеене и музика.
Починал на 6 юни 2017 г. в гр. Банкя.

## Обществена дейност
- Общински съветник в Столичния общински съвет – от октомври 1995 до октомври 1999 г.
- Председател на Подкомисията по преименуванията към Столичния общински съвет – 1995 до октомври 1997 г.
- Член на Комисията по културата и вероизповеданията към Столичния общински съвет – 1995 – 1999 г.
- Депутат в XXXVIII народно събрание от 25-ти многомандатен избирателен район гр. София – юни 1997 до април 2001 г.
- Председател на Парламентарната група за приятелство България – Полша в XXXVIII НС.
- Член на делегацията на Народното събрание на Република България в ЕМАП (Европейска междупарламентарна асамблея на православията) по време на мандата на XXXVIII НС.
- Член на PFI – Международна организация за духовна просвета сред лишените от свобода.
- Удостоен със званието „Почетен гражданин на град Елена“ с протокол № 6/20 май 2002 г. на Общинския съвет на гр. Елена

## Литературна дейност
От студентските си години (1951) се занимава с литературно-критическа и публицистична дейност. В продължение на повече от 50 години публикува много статии по литературни и общокултурни въпроси, рецензии, отзиви, интервюта, пътни бележки и др. в ежедневния и периодичния печат, в „Литературен фронт“, „Литературен форум“, „Народна култура“, „АБВ“, „Учителско дело“, „Борба“, „Еленска трибуна“, в списанията „Септември“, „Пламък“, „Литературна история“, „Проблеми на културата“, във вестниците „Демокрация“, „Про&Анти“ и др.
Автор е на книгите:
- Живописта, графиката и скулптурата и литературата. София, издателство „Народна просвета“, 1958 г.
- Божидар Божилов – литературна анкета. София, издателство „Български писател“, 1986 г.
- Владимир Полянов – литературна анкета. София, Издателство на БАН, 1988 г.
- "Попътни срещи. Дневникови записи”. Включва срещи, разговори, литературни анкети с Владимир Василев, Атанас Далчев, Борис Делчев, Владимир Полянов, Божидар Божилов, Радой Ралин, проф. д-р Димитър Аврамов, проф. Тодор Боров. София, издателство „Карина М“, 2005 г.

Редактор-съставител и автор на студия към изданията:
- Юрдан П. Тодоров „Възпоменания по въстанията в Търновския санджак през 1876 година и по съдението на българските въстаници в Търново“. Спомени. Статии. Писма“. София 1990 г.
- „Писма. Александър Балабанов до Димитър Бобошевски“. София, Университетско издателство „Св. Климент Охридски“, 1992 г.
- Проф. д-р Константин Гълъбов „Литературна критика и литературна история. Есеистика“. София, 2001 г. Университетска библиотека № 405, серия „Университетска класика“.
- Юрдан П. Тодоров „Писма до двамата сина“. София, издателство „Карина М“, 2005 г.